# Reisekostengesetz Nordrhein-Westfalen
Das Reisekostengesetz Nordrhein-Westfalen „regelt Art und Umfang der Reisekostenvergütung der Beamtinnen und Beamten, Richterinnen und Richter des Landes Nordrhein-Westfalen, der Beamtinnen und Beamten der Gemeinden, der Gemeindeverbände und der sonstigen der Aufsicht des Landes unterstehenden Körperschaften, Anstalten und Stiftungen des öffentlichen Rechts sowie der zu diesen Dienstherren abgeordneten Beamtinnen, Beamten, Richterinnen und Richtern“, wie es im § 1 des Gesetzes heißt.
Das Gesetz regelt neben dem Geltungsbereich (§ 1), die Dienstreisen (§ 2), den Anspruch auf Reisekostenvergütung (§ 3), die Fahr- und Flugkostenerstattung (§ 4), die Wegstrecken- und Mitnahmeentschädigung (§ 5), das Tagegeld, die Aufwandsvergütung (§ 6) und das Übernachtungsgeld (§ 7), die Erstattung von Nebenkosten und Auslagen für Reisevorbereitungen (§ 8), die Erstattung von Auslagen bei längerem Aufenthalt am Geschäftsort (§ 9) sowie die Erstattung von Auslagen bei Reisen aus besonderem Anlass (§ 10), die Pauschvergütung (§ 11), die Erkrankung während einer Dienstreise (§ 12), die Verbindung von Dienstreisen mit anderen Reisen (§ 13), die Auslandsdienstreisen (§ 14), den Gerichtsvollzieher- und Justizvollziehungsdienst (§ 15), die Trennungsentschädigung (§ 16), die Übertragungsbefugnis bei Gemeinden, Gemeindeverbänden und sonstigen Körperschaften des öffentlichen Rechts (§ 17) sowie die Zuständigkeit (§ 18). In § 19 geht es um das Inkrafttreten und Außerkrafttreten des Gesetzes.
Es sind zusätzlich die „Allgemeinen Verwaltungsvorschriften zum Landesreisekostengesetz (VVzLRKG)“ in der aktuellen Fassung zu beachten, wobei es sich um einen Runderlass des Ministeriums der Finanzen in Nordrhein-Westfalen handelt.